# Inge André Olsen
Inge André Olsen (født 21. januar 1978 i Arendal, Norge) er en norsk tidligere fodboldspiller (midterforsvarer). Den 1. april 2020 tiltrådte han som ny sportschef i superliga klubben AaB.
Olsen tilbragte hele sin spillerkarriere i hjemlandet, hvor han primært var tilknyttet Stabæk. Han havde også ophold hos IK Start og Strømsgodset. Hos Stabæk var han med til at vinde den norske pokalturnering i 1998.

## Titler
Norsk pokalturnering
- 1998 med Stabæk